# أيلين ويلسون
أيلين ويلسون (بالإنجليزية: Aileen Wilson)‏ هي منافسة ألعاب القوى بريطانية، ولدت في 30 مارس 1994.

## وصلات خارجية
- أيلين ويلسون على موقع الاتحاد الدولي لألعاب القوى (الإنجليزية)